# (5690) 1992 EU
1992 إي يو (ويعرف أيضًا باسم (5690) 1992 إي يو وفق تسمية الكوكب الصغير) (بالإنجليزية: 1992 EU)‏ هو كويكب ضمن حزام الكويكبات؛ وترتيبه 5690 من حيث الاكتشاف.
اكتُشف هذا الجُرم الفلكي بواسطة سيجي أويدا في 7 مارس 1992.

## وصلات خارجية
- (5690) 1992 EU في قاعدة بيانات مختبر الدفع النفاث لأجرام النظام الشمسي الصغيرة

- الاكتشاف · مخطط المدار ·  العناصر المدارية · المعلمات المادية

- (5690) 1992 EU على موقع ويكي سكاي: DSS2, SDSS, GALEX, IRAS, Hydrogen α, X-Ray, Astrophoto, Sky Map, Articles and images